# Nicholas Carew (Höfling)

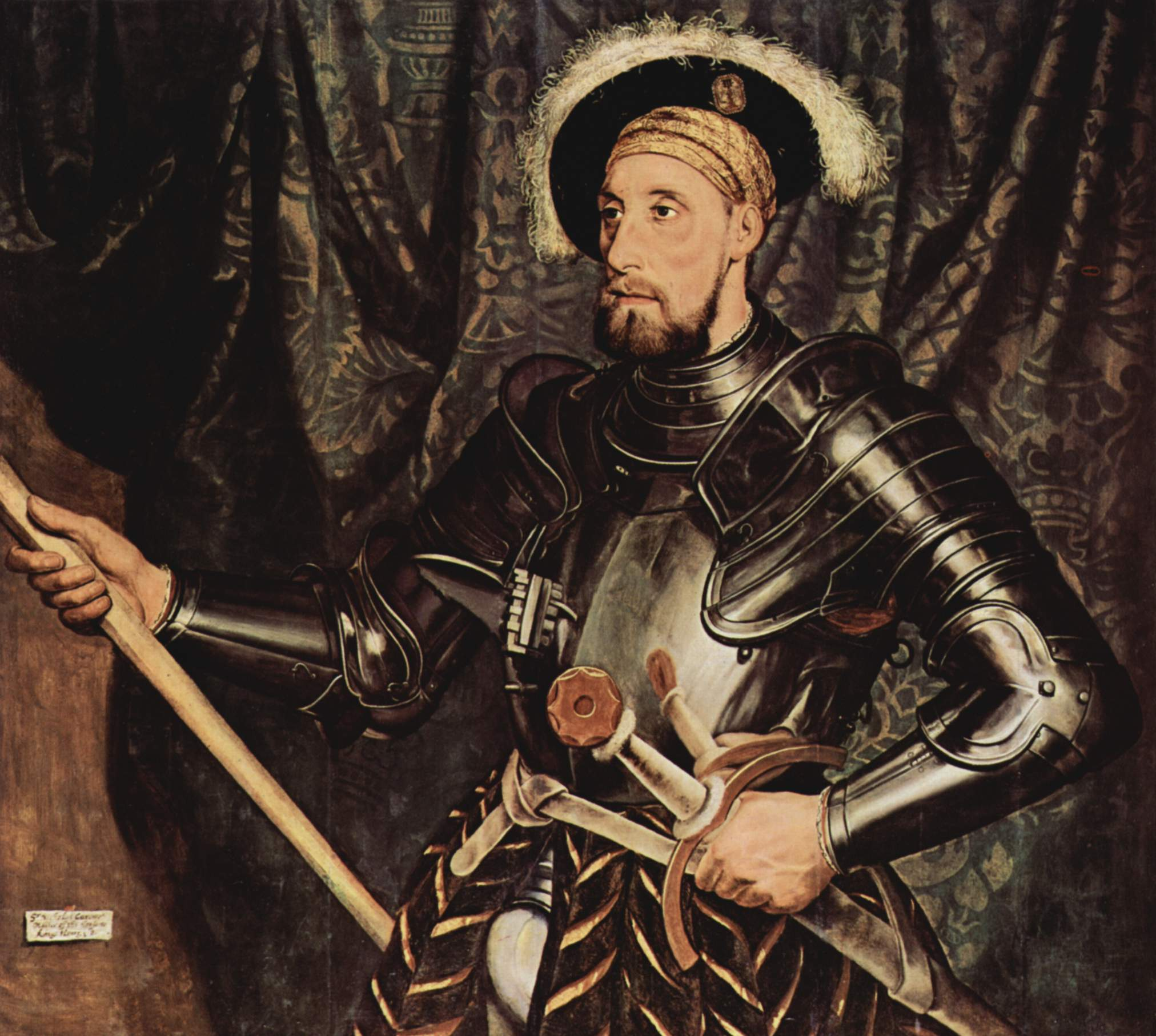
Sir Nicholas Carew nach Hans Holbein

Sir Nicholas Carew oder Carewe (* um 1496; † 8. März 1539) war ein englischer Adliger sowie Rittmeister und Diplomat unter König Heinrich VIII. Carew war einer der ältesten Freunde des Königs und gehörte somit zu den einflussreichsten Adligen bei Hofe. Obwohl er weitläufig mit der Königin Anne Boleyn verwandt war, gehörte er zu den Fürsprechern der verstoßenen Königin Katharina von Aragón und deren Tochter Prinzessin Maria. Wie sein Schwager Francis Bryan beteiligte er sich an dem Komplott gegen Anne Boleyn und unterstützte deren Rivalin und Nachfolgerin Jane Seymour. Als Angehöriger des konservativen Lagers stand er der Reformation ablehnend gegenüber und fiel schließlich einer Intrige zum Opfer. Unter dem Verdacht, an der Exeter-Verschwörung beteiligt gewesen zu sein, wurde er im Jahr 1539 des Hochverrats für schuldig befunden und am 8. März hingerichtet.

## Leben

### Aufstieg bei Hofe

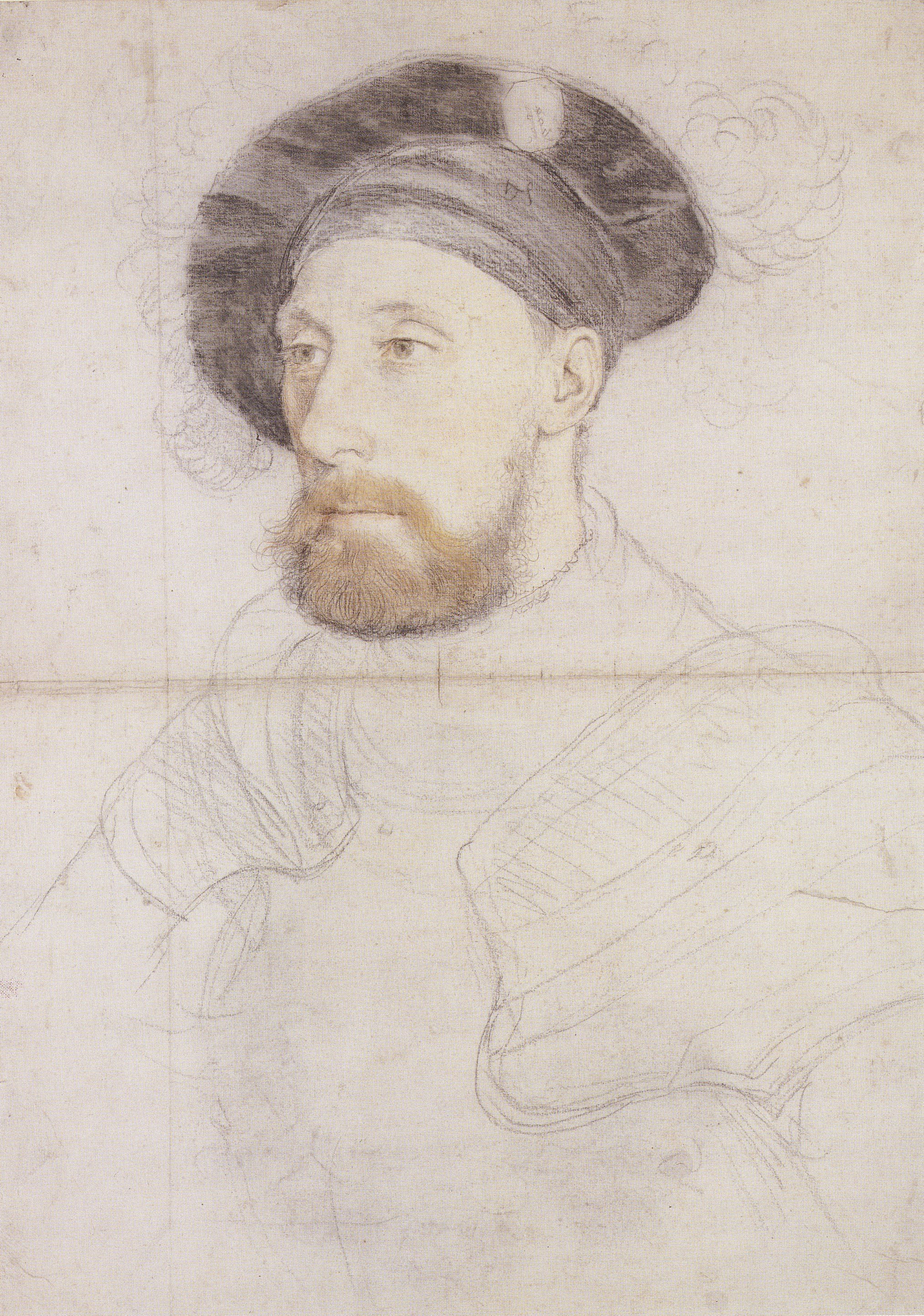
Sir Nicholas Carew, Skizze von Hans Holbein

Nicholas Carew entstammte der Familie Carew und war der Sohn und Erbe des Sir Richard Carew (um 1469–1520), Gutsherr von Beddington in Surrey, und dessen Ehefrau Maline Oxenbridge. Sein Vater war von Heinrich VII. zum Ritter geschlagen worden, diente ihm als Sheriff in Surrey und wurde 1513 Lieutenant von Calais. Nicholas selbst kam vermutlich bereits in jungen Jahren an den Hof, denn es hieß später von ihm, er wäre „vom König selbst aufgezogen“ worden. Bereits 1511 wurde er zum Kammerdiener Heinrich VIII. ernannt, um 1515 war er Esquire of the Body, wurde 1517 selbst zum Knight Bachelor geschlagen und um 1518 erhielt er das neu geschaffene Amt des Gentleman der Privy Chamber. 
Carew wurde schnell einer der engsten Freunde des Königs. Als er im Dezember 1514 Elizabeth Bryan heiratete, jüngere Schwester des Francis Bryan, wohnte der König der Hochzeit bei und schenkte ihnen Ländereien im Wert von 50 englischen Mark. Elizabeth Bryan stand hoch in der Gunst des Königs und wurde von ihm laut zeitgenössischen Berichten „mit Juwelen überschüttet“. Das junge Ehepaar nahmen an diversen Maskeraden und Turnieren teil und Carew machte sich insbesondere einen Namen im Tjosten. Heinrich, der selbst ein begeisterter Tjoster war, förderte Carew nach Kräften und stellte ihm großzügig Ausrüstung zur Verfügung, unter anderem einen eigenen Tjostplatz.
Am 7. Juli 1517 zeichnete sich Carew als „Blauer Ritter“ aus, als in Greenwich ein großes Tjostturnier zu Ehren ausländischer Botschafter stattfand. Unter anderem war der päpstliche Nuncio anwesend, der einen Bericht hinterließ. Heinrich selbst trat im Turnier an, jedoch war Carew der ungeschlagene Held des Turniers. Großes Aufsehen erregte er mit einer ungewöhnlich großen Lanze von 22 cm Durchmesser und 3,65 Meter Länge, die von drei Männern hereingetragen werden musste. Carew trug die Lanze einhändig, wie es beim Tjost üblich war „zur extremen Bewunderung und Verblüffung aller“.

### Ämter und Würden
Von 1513 bis zum Tod seines Vaters 1520 teilte Carew sich mit ihm das Amt des Hauptmanns von Calais. Auch begleitete Carew den König auf seinem Feldzug gegen Frankreich im Jahr 1513. Als Belohnung für seine Dienste im Krieg erhielten er und fünf andere Höflinge einen silberdurchwirkten Mantel aus grünem Samt. Auch überschrieb Heinrich Carew verschiedene Herrenhäuser in Sussex und Ländereien in Surrey. 1515 wurde Carew Heinrichs Mundschenk und nahm in dieser Funktion 1517 an einem Bankett zu Ehren der spanischen Gesandten teil.

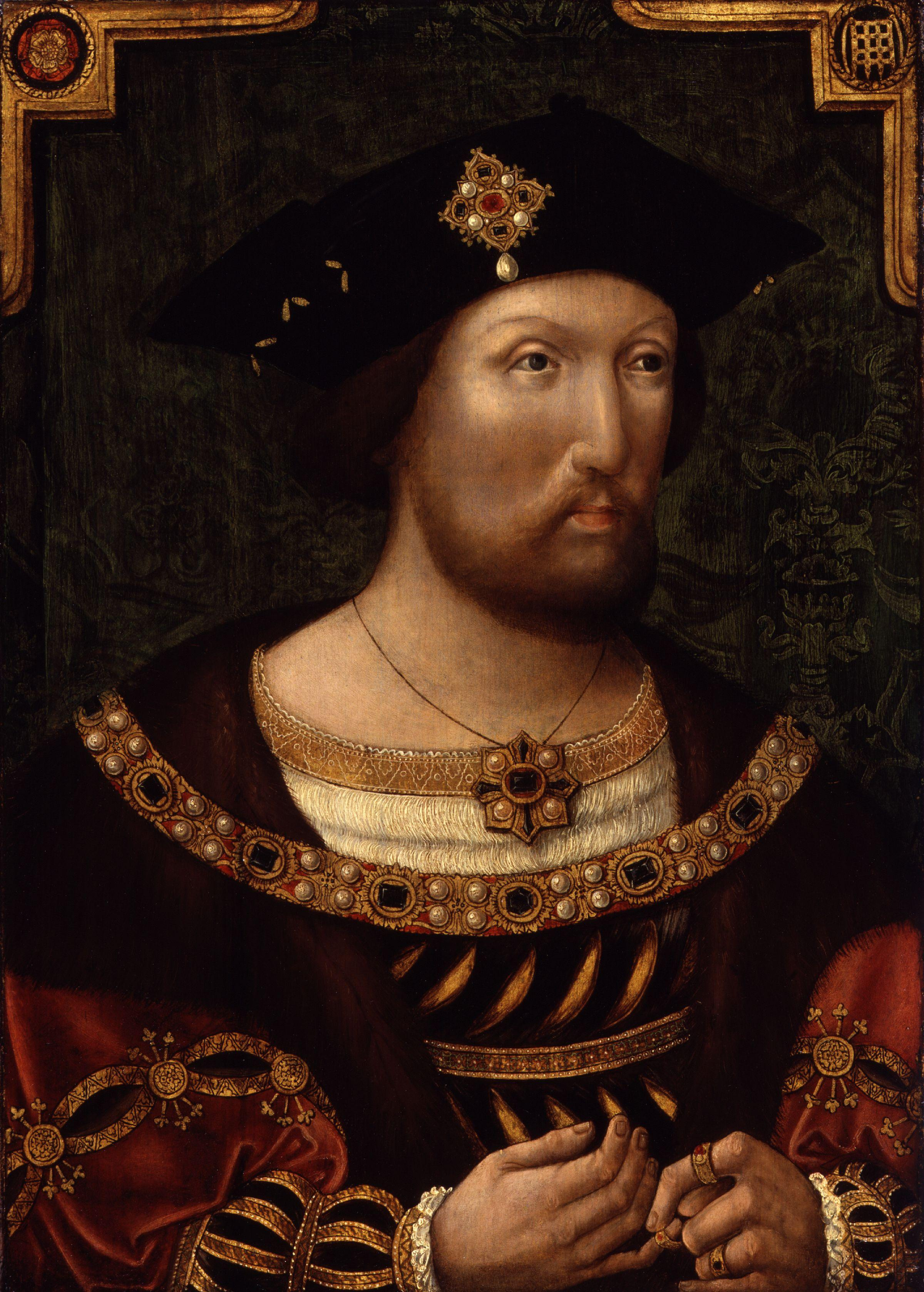
König Heinrich VIII. ca. 1523, Künstler unbekannt

Sein vertraulicher Umgang mit dem König erregte sehr schnell den Neid der konservativen Fraktion. Im Jahr 1517 geriet Carew in Konflikt mit dem Kardinal Thomas Wolsey. Wolsey wollte die reiche Witwe Margaret Vernon mit seinem Diener Sir William Tyrwhit verheiraten, doch auch Carews Kamerad William Coffin hatte ein Auge auf sie geworfen. Carew nutzte seine Position als königlicher Favorit, um Coffins Werbung zu unterstützen und überredete den König, dieser Verbindung seinen Segen zu geben. Von Wolseys Reaktion ist eine Aussage William Comptons überliefert, der George Talbot, 4. Earl of Shrewsbury wissen ließ: „Mylord Kardinal ist alles andere als zufrieden.“ Auch missfiel vielen Höflingen Carews Vorliebe für Frankreich. Anfang 1518 musste er wohl für kurze Zeit den Hof verlassen, denn Richard Pace schrieb im März, dass Carew mit Elizabeth Bryan an den Hof zurückgekehrt war, „meiner Ansicht nach zu früh.“
Einen Höhepunkt erreichte dieser Konflikt, als ein ungehöriger Vorfall in Frankreich bekannt wurde. Carew und sein Schwager Francis Bryan waren im Zuge einer diplomatischen Reise in Frankreich gewesen und waren dort „verkleidet durch Paris geritten, wobei sie die Leute mit Eiern, Steinen und anderen albernen Kleinigkeiten bewarfen“. Im Mai 1519 wurden beide vom Kronrat vom Hof verbannt. Der König schien allerdings keinen Anstoß am Verhalten seiner Freunde zu nehmen, denn im Oktober wurden beide wieder bei Hofe verköstigt. Auch ließ Heinrich 1520 alle Schulden Carews streichen, ein weiteres Zeichen seiner Gunst. Ebenfalls im Jahr 1520 fand das Treffen auf dem Camp du Drap d’Or in Frankreich statt. Dort nahm Carew mit dreizehn anderen Rittern am Tjostturnier teil. Auch zog er mit Henry Courtenay, Earl of Devon und Francis Bryan verkleidet in einer prunkvollen Prozession durch die Straßen von Ardres und Guisnes.
Als Vertrauter des Königs erhielt Carew oft diplomatische und politisch bedeutsame Aufgaben. Gegen Ende des Jahres wurde er als Botschafter nach Frankreich entsandt, um König Franz I. zu überzeugen, keine Truppen nach Italien zu schicken. Zwar war er nur mäßig erfolgreich, erhielt aber dennoch 100 Pfund bei seiner Rückkehr. 1521 gehörte er zu der Jury, die über Edward Stafford, 3. Duke of Buckingham Gericht hielt und ihn des Hochverrats für schuldig befand. Nach Buckinghams Hinrichtung übertrug Heinrich Carew nicht nur Buckinghams Herrenhaus Bletchingley in Surrey, sondern auch dessen ehemaliges Amt des Verwalters des Parks von Brasted in Kent. Weitere Übertragungen und Ämter folgten, so dass der Wert all seiner Ländereien im Jahr 1527 Ländereien 400 Pfund betrug, der dritthöchste Wert unter den Bediensteten des Königs. Sein wichtigstes Amt, Rittmeister des Königs, erhielt er 1522.
In den 1520ern reiste Carew noch mehrere Male auf den Kontinent. 1522 gehörte er zu den Truppen, die in die Picardie einmarschierten, 1527 überbrachte er Franz I. den Hosenbandorden. 1529 traf Carew sich mit einer Gesandtschaft von Karl V. in Bologna, um der Unterzeichnung des kaiserlich-französischen Friedensvertrags, ausgehandelt im Damenfrieden von Cambrai, beizuwohnen. Geronimo De Ghinucci, Bischof von Worcester schrieb an Heinrich, Carew hätte „die Sache des Königs mit so viel Klugheit und Geschicklichkeit gehandhabt, dass er den Kaiser und den Papst in größter Zufriedenheit verlässt“.

### Carew und Anne Boleyn
Während der Umstrukturierung des königlichen Haushalts im Januar 1526, den sogenannten Eltham Ordinances, nutzte Kardinal Wolsey die Gelegenheit, den als Unruhestiftern bekannten Schwagern Carew und Bryan alle Ämter in der Privy Chamber zu entziehen. Einmal mehr wurden beide aus dem näheren Umfeld des Königs entfernt. Carew gelang es allerdings, sich im Januar 1528 wieder einen Posten in der Privy Chamber zu sichern. Historiker vermuten, dass Anne Boleyn, eine weitläufige Verwandte Carews, für seine Rückkehr verantwortlich war. 1531, als Heinrich begann Katharina von Aragón zu meiden und ausgedehnte Jagdausflüge mit Anne zu unternehmen, gehörte Carew zu den drei Höflingen, die ihn begleiten durften. Zudem stellte Carew den beiden Liebenden als Treffpunkt sein Haus Beddington  zur Verfügung, das von Zeitgenossen gerühmt wurde als „schönes Haus, fast schon Palast“ und „Paradies der Freude“. Dennoch sollte Carew sich sehr schnell als treuer Freund und Fürsprecher Katharinas und Prinzessin Marias erweisen. Bereits 1529, als Botschafter am Hof Karl V., hatte Carew sich inoffiziell auf Katharinas Seite gestellt und Kontakt zu Eustace Chapuys aufgenommen, dem spanischen Botschafter in England.

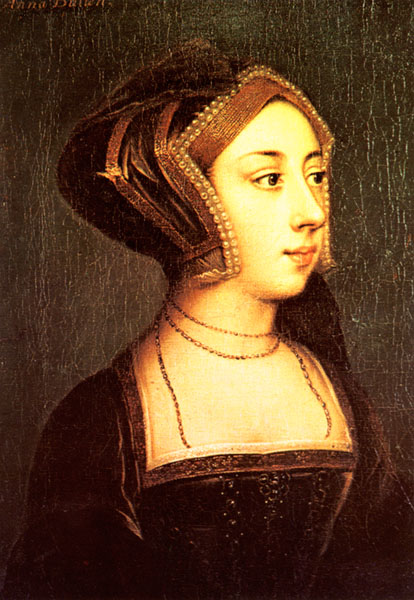
Anne Boleyn nach Hans Holbein

Bei der Krönung Anne Boleyns im Sommer 1533 nahm Carew an den Tjosten teil, die zu den Festlichkeiten aufgeführt wurden. Dennoch waren die Tjosten zeitgenössischen Berichten zufolge kein großer Erfolg. Die Pferde scheuten oft, wahrscheinlich weil die neue Arena nicht ordentlich ausgebaut war. Mitunter wird jedoch auch vermutet, dass Carew bewusst schlecht abschnitt, um Anne zu düpieren, allerdings hätte er mit diesem Verhalten den Zorn des Königs auf sich gezogen. Wenn er in dieser Zeit bereits gegen Anne arbeitete, so geschah es wesentlich diskreter. So berief sich Chapuys im Jahr 1534 auf Carew, als er Karl V. schrieb, dass der König seiner Frau bereits überdrüssig war. Die Carews hielten ständigen Kontakt zu Prinzessin Maria, selbst als diese bereits in Ungnade gefallen war und gehörten zu ihren Freunden und Vertrauten.
Als Katharina nach langer Krankheit im Januar 1536 starb und Anne kurz darauf eine Fehlgeburt hatte, sahen ihre Gegner eine neue Chance, sie zu stürzen. Carew ging nun deutlich offener gegen Anne vor. Als ein Hofnarr Heinrichs Zorn erregte, weil er sich für Katharina und Maria aussprach und Anne und Elisabeth als Mätresse und Bastard bezeichnete, beschützte und beherbergte Carew ihn. Im Frühjahr desselben Jahres konkurrierten Carew und Annes Bruder George Boleyn um den einzigen freien Platz im prestigeträchtigen Hosenbandorden. Carews Bewerbung wurde von Franz I. unterstützt, während Anne ihren Bruder förderte. Da die Wahl unentschieden ausging, verschob Heinrich seine Entscheidung um einen Tag und schließlich wurde am 23. April 1536 verkündet, dass es mehrere gäbe, die in der Tat außerordentlich würdig wären. Zur Zeit hielt er es aber für richtig, dass Sir Nicholas Carew in der Wahl den Vorzug erhalten sollte. Carew fiel daraufhin auf die Knie und beteuerte, dass er diesen Posten nicht seinen eigenen Verdiensten, sondern einzig der Güte des Königs verdankte. Möglicherweise spielte hier aber auch Anne Boleyns sinkender Einfluss eine Rolle. David Starkey vertritt die These, dass der Widerstand der Königin gegen Carews Nominierung in den Augen ihres enttäuschen Ehemanns eine Empfehlung war. Chapuys interpretierte das Ergebnis als Rückschlag für Anne Boleyn, da ihr Bruder leer ausging. Wenig später schrieb Carew Prinzessin Maria, guter Dinge zu sein, da die Boleyns in der Gunst des Königs sanken und „die Gegenpartei ihnen bald Wasser in den Wein schütten würde“. Die feierliche Einführung Carews in den Orden fand am 21. Mai 1536 statt.
Im April 1536 wurde von Zeitgenossen berichtet, dass Carew auf Jane Seymours Seite stand, für die der König sich nun interessierte. Carew war in dieser Zeit ein Ansprechpartner für Jane, wie sie die Liebe des Königs für sich gewinnen könnte, nämlich „dass sie auf keinen Fall den Wünschen des Königs nachkommen solle, es sei denn durch Heirat“. Sowohl für ihn als auch Gertrude Courtenay, Marchioness of Exeter, war eine Heirat zwischen Heinrich und Jane Mittel zum Zweck, um Prinzessin Maria wieder in die Thronfolge einzugliedern und die von Anne geförderte Reformation zu stoppen. Unmittelbar nach Annes Verhaftung war Carew an der Seite des Königs, um ihn zu trösten. Auch bot er Jane Seymour sein Haus in Beddingfort an, während die Ermittlungen gegen Anne Boleyn andauerten. Zum einen wurde sie damit von jedem Skandal ferngehalten, zum anderen konnte der König sie besuchen. Gemeinsam mit Francis Bryan überbrachte Carew George Boleyn im Tower eine Nachricht von seiner Frau Jane Boleyn, in der sie versprach, beim König für ihn um Gnade zu bitten. Am 14. Mai brachte Carew Jane Seymour zurück nach London. Seine enge Verbindung zu ihrem Aufstieg wird von Historikern oft dahingehend interpretiert, dass Jane seine Marionette war, die lediglich redete und handelte, wie er es sie gelehrt hatte und die seinen eigenen Einfluss stärken sollte. Falls Carew ebenfalls so dachte, wurde er bald eines Besseren belehrt.

### Sturz und Hinrichtung
Bereits kurz nach Anne Boleyns Hinrichtung ging der Lordsiegelbewahrer Thomas Cromwell daran, Marias Fürsprecher auszuschalten. Heinrich betrachtete seine Tochter aus erster Ehe nach wie vor als illegitim. Maria weigerte sich jedoch, ihre Illegitimität anzuerkennen und als Antwort ging Heinrich mit aller Schärfe gegen jeden vor, der ihren Anspruch auf den Thron verteidigte. Zunächst wurde Francis Bryan verhört, der aussagte, Carew und andere Mitglieder der Privy Chamber hätten das Ende Anne Boleyns bejubelt und hofften, dass Maria wieder in die Thronfolge aufgenommen würde, falls Jane Seymour keine Kinder haben sollte. Anthony Browne, einer seiner Kameraden, sagte aus, Carew hätte an Maria geschrieben und sie beschworen, sich dem König unterzuordnen, denn „wenn sie nicht nachgibt, ist sie verloren. Der König ist ein gnädiger Fürst und wird Mitleid mit ihr haben, wenn sie nun ihren Starrsinn aufgibt und sich nicht wegwirft“.
Henry Courtenay, ein guter Freund Carews und Unterstützer Marias, verlor im Zuge der Untersuchungen sein Amt in der Privy Chamber, ein Zeichen, dass er nicht länger in der Gunst des Königs stand. Carews Frau Elizabeth Bryan flehte Maria an, „bei der Passion Christi sich in allen Dingen dem König zu fügen, andernfalls wäre sie endgültig verloren.“ Was die Situation noch verschärfte, war der 1. Act of Succession, den Heinrichs Parlament im Jahr zuvor verabschiedet hatte und der es zum Verrat machte, Prinzessin Elisabeths Anspruch auf den Thron anzufechten. Solange kein neuer Gesetzesentwurf verabschiedet war, galt der Akt als rechtskräftig und brandmarkte jeden Versuch, Maria auf den Thron zu bringen, als Hochverrat. Somit waren Carew und alle Unterstützer Marias potentielle Verräter. Indem er ihre Freunde bedrohte, übte Heinrich Druck auf Maria aus, bis sie schließlich nachgab und ihre Illegitimität offiziell anerkannte. Für den Moment waren Carew und seine Freunde wieder sicher.

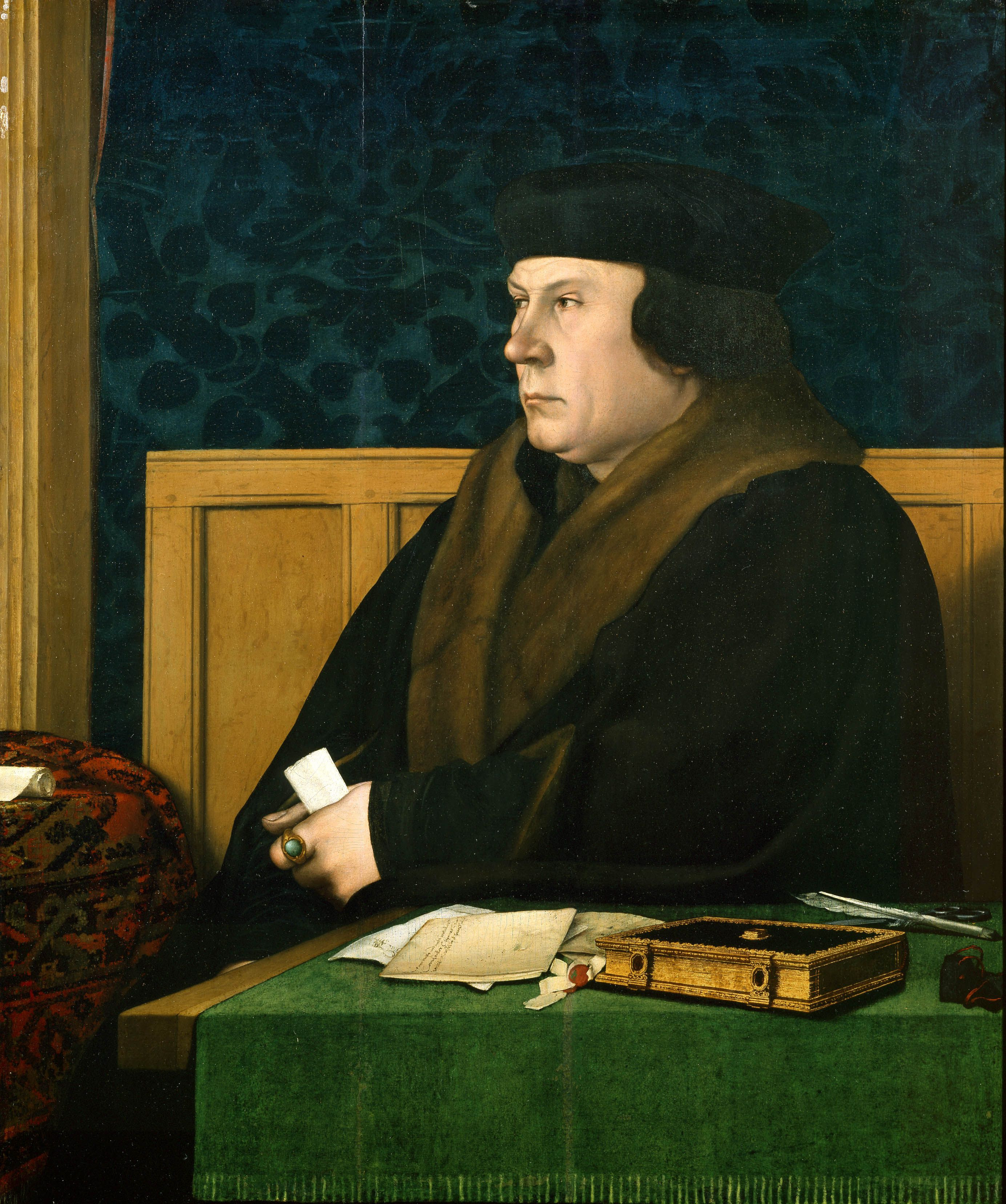
Thomas Cromwell von Hans Holbein, ca. 1533

Im selben Jahr zog Carew gemeinsam mit Francis Bryan, Henry Courtenay und Thomas Howard, 3. Duke of Norfolk gegen die Pilgerfahrt der Gnade ins Feld, wobei er selbst 200 bewaffnete Männer stellte. Obwohl er selbst ähnliche Ideale vertrat wie die Pilger, profitierte er von der Niederschlagung des Aufstands und der daraus resultierenden Schließung der englischen Klöster, denn 1537 überschrieb ihm Heinrich mehrere Ländereien, die einmal Kircheneigentum gewesen waren. Im April 1538 war der König bei Carew zu Gast in Beddington. Doch nur wenige Monate später wurden Carews enge Freunde Henry Courtenay, Henry Pole und Edward Neville verhaftet und beschuldigt, die sogenannte Exeter-Verschwörung organisiert zu haben. Historiker vermuten, dass Thomas Cromwell auf diese Weise die konservative Fraktion bei Hofe beseitigen wollte, da sie der Reformation im Weg standen. Anfang Dezember wurden Courtenay, Pole und Neville als Hochverräter hingerichtet. 
Am 31. Dezember wurde auch Nicholas Carew verhaftet. Die Begründung hierfür war ein Brief von Courtenays Ehefrau Gertrude, der in Carews Haus gefunden worden war. Aus dem Brief ging angeblich hervor, dass Carew an der Exeter-Verschwörung beteiligt gewesen war. Thomas Fuller zufolge hatte kurz zuvor ein Streit zwischen Carew und dem König stattgefunden, woraufhin der König „so erbost war, dass Sir Nicholas von der Spitze seiner Gunst auf den Grund seiner Ungnade fiel und sich dabei tödlich verletzte“. In seiner Gerichtsverhandlung am 14. Februar 1539 wurde aufgeführt, er hätte den als Verräter hingerichteten Henry Courtenay unterstützt und mit ihm Gespräche geführt, wie man die Welt ändern könnte. Ebenfalls wurde es ihm als Verrat angelastet, von Courtenay Briefe empfangen und anschließend verbrannt zu haben. Zusätzlich hatte man ihn über Courtenays Prozess sagen hören: „Ich bin überrascht, dass die Anklage gegen den Lord Marquess so heimlich geführt wurde und zu welchem Zweck, denn es ist unerhört“, was gleichfalls zu Verrat aufgebauscht wurde. Die Jury befand Carew des Hochverrats für schuldig. Sein eigener Schwager und enger Freund Francis Bryan saß in der Jury, da er selbst unter Verdacht stand und dem König seine Loyalität beweisen musste.
Am 8. März wurde Nicholas Carew auf Tower Hill enthauptet. Auf dem Schafott erklärte er, erst durch seinen Wächter Gottes Wort erkannt zu haben, der ihm eine englische Bibel gab. Möglicherweise kehrte er in seinen letzten Tagen dem konservativen Katholizismus den Rücken, wenngleich unklar ist, ob er es aus Überzeugung tat oder um den König milde zu stimmen. Anders als bei anderen verurteilten Verrätern wurde sein Kopf jedoch nicht zur Schau gestellt, sondern zusammen mit seinem Körper in der Kapelle St Peter ad Vincula inmitten des Towers begraben. Später wurden seine sterblichen Überreste in die Londoner Kirche St. Botolph überführt. Sein gesamtes Hab und Gut fiel nach seinem Tod an die Krone, wie es bei hingerichteten Verrätern üblich war, unter anderem auch die Juwelen seiner Frau. Elizabeth Bryan gelang es jedoch mit Hilfe ihres Bruders und ihrer Mutter, durch Petitionen einen Großteil der beschlagnahmten Güter und Gegenstände zurückzubekommen. Unter König Eduard VI. wurde die Familie rehabilitiert und Carews Sohn Francis als Erbe seines Vaters anerkannt.

## Nachkommen
Die Ehe mit Elizabeth Bryan brachte fünf Kinder hervor:
- Anne Carew (um 1520–1581), ⚭ Nicholas Throckmorton; Eltern von Elizabeth Throckmorton
- Sir Francis Carew of Beddington (1530 – 1611), unverheiratet
- Mary Carew (* 1520), ⚭ Sir Arthur Darcy
- Elizabeth Carew
- Isabel Carew (* um 1530), ⚭ Nicholas Saunders